# GCN방송
GCN방송(지씨엔방송)는 대한민국 선교 방송 채널이다. (만민중앙교회가 대주주로 있다 - 이재록)

## 연혁
GCN방송(www.gcntv.org)은 예수교연합성결회 총회 소속 교회인 만민중앙교회의 부설기관인 만민TV와 전 세계 기독교 방송사 관계자들이 참석한 가운데 2004년 5월4일부터 7일까지 대한민국 서울에서 GCN(세계기독선교방송네트워크*Global Christian Network) 결성식을 가졌고, 2005년 5월24일에는 만민TV가 주식회사 법인을 설립 하였다.
2005년 9월1일부터 미국 뉴욕지역과 뉴저지 지역 일부를 커버하는 공중파 채널 17번, 27번을 비롯하여 한국, 중국, 일본, 필리핀, 말레이시아 등 동북아시아 전체를 커버하는 NSS6 위성방송, 케이블 방송을 통해 시험방송을 시작하였다.
개국 준비를 모두 마친 GCN방송은 2005년 10월10일 0시에 송출장비가 갖춰진 미국 뉴욕 엠파이어 스테이트 빌딩에서 첫 전파를 쏟아 올리며 정식 개국하였는데 엠파이어 스테이트 빌딩 상공에 십자가 모양의 광채가 나타나기도 했다.
2007년 6월에는 방송통신위원회에 국내 방송채널 사업자 등록을 하였고, 위성방송을 비롯해 케이블, 모바일, IPTV(인터넷TV), 인터넷 24시간 방송, 스마트기기로 방송 영역을 확대해 나가고 있다.
또한 파키스탄 지저스크라이스트티비(JCTV), 프랑스 홀리갓티비(HOLYGOD TV), 인도 SS뮤직티비, 페루 리마시 채널15번, 콩고 RTDV, 루마니아 알파오메가TV, 온두라스 JBN 등 해외 일반 방송국과 기독교 방송국에 프로그램을 제작 및 공급하고 있다.
2011년 10월경에는 GCNTV와 만민TV의 명칭을 GCN방송 하나로 통합하고 법인명 역시 주식회사 GCN방송으로 변경하였다.
주식회사 GCN방송의 채널명은 'GCN'이다

## 비전
GCN방송은 "너희는 온 천하에 다니며 만민에게 복음을 전파하라(막15:15)"는 예수님의 지상명령을 방송이라는 첨단 매체를 통해 효과적으로 수행하고자 노력하고 있는 기독 선교 방송사로써의 사명을 다하고자 비전을 세웠다.
1. 전 세계를 깨우는 기독 선교 방송
생명의 말씀, 권능의 역사, 창조의 증거, 수준 높은 기독문화 등 차별화된 프로그램을 통해 전 세계 영혼들을 깨워 참된 생명을 줄 수 있는 방송을 지향한다.
2. 전 세계 기독 방송 네트워크 구축
국내는 물론 해외 위성, 케이블, 공중파, 인터넷, IPTV 등 다양한 매체를 통해 전 세계 어디서나 세계 유수의 기독 방송 컨텐츠를 시청할 수 있는 방송 네트워크를 구축한다.
3. 전 세계를 선도하는 기독 선교 방송
다중 언어 시스템을 구축해 각 나라별 현지어 프로그램을 송출 및 공급하며 IPTV, 모바일 등 최첨단 신기술을 선교에 접목해 활용함으로써 명실상부한 세계 최고의 기독 선교 방송을 지향한다.

## 프로그램
GCN방송은 다양한 컨텐츠를 송출하면서 기독교 방송사에 공급을 하고 있는데, 그 대표적인 프로그램은 아래와 같다.
설교 - 에녹, 창세기 강해, 육과 영, 내가 시행하리니, 생명수, 십자가의 도 등
찬양 - 찬양과 경배 시즌1,2,3, 금요찬양 스폐셜, 다함께 찬양해, 만민찬양 등
간증 - 크리스천투데이, 우리는 GCN, 하나님을 만난 사람들 시즌 1,2 등
보도 - 만민매거진
선교 - 권능의 비밀, 근본의 소리 등
예배 - 만민중앙성결교회 주일예배, 주일저녁예배, 수요예배, 금요철야예배 등
기도 - 다니엘철야기도회, 이재록 목사의 환자를 위한 기도 등
공연 - 부활절공연, 성탄전야행사, 교회창립행사 등
애니메이션 - 지혜의 샘, 생명의 샘, 기도로 승리한 사람들, 슈퍼북 등
집회 - 이재록 목사의 해외연합성회, 은사집회, 하계수련회 등
프로그램 - 몸도 튼튼 마음도 튼튼, 알콩달콩 어여쁜 율동, 알고 싶어요, 사랑은 율법의 완성, 내 마음의 찬양, 창조와 과학, 명서, 회상2, 바이블, 모두 드려요, 우리 삶의 등불 등

## 같이 보기
- 예수교연합성결회
- 만민중앙교회
- 이재록